# Vrouwenparochie
Vrouwenparochie (Bildts: Froubuurt en Fries: Froubuorren) is een dorp in de gemeente Waadhoeke, in de Nederlandse provincie Friesland. Vrouwenparochie ligt tussen Sint Annaparochie en Stiens aan de N393. De buurtschap Vrouwbuurtstermolen ligt in het postcodegebied van Vrouwenparochie.
In 2023 telde het dorp 700 inwoners.

## Geschiedenis
Vrouwenparochie is in de 16e eeuw gesticht nadat in 1505 de Oudebildtdijk was aangelegd. Het was het meest oostelijke van de drie dorpen die destijds werden gebouwd en heette aanvankelijk Kijfhoek, naar de nederzetting Kijfhoek in Zuid-Holland. Later werden de dorpen vernoemd naar de parochies.
Het dorp werd in de 16e eeuw vermeld als Onse Vrouwen, in 1626 als Lefrouwe buerdt en vanaf 1664 als L. Vrouwen Parochie, waarbij de L staat voor Lieve. Die toevoeging bleef tot in het begin van twintigste eeuw maar steeds vaker viel het 'Lieve' weg. Zo werd het uiteindelijk  Vrouwenparochie, naar Onze-Lieve-Vrouw.
Rond de Vrouwbuurstermolen, een korenmolen aan de oostkant van het dorp, is in de loop der tijden de buurtschap Vrouwbuurtstermolen ontstaan. Ook Oudebildtzijl,  Nieuwebildtzijl en een groot deel van Oude Leije lagen oorspronkelijk in het buitengebied van Vrouwenparochie.
Tot 2018 hoorde het dorp bij de gemeente het Bildt.

## Kerk

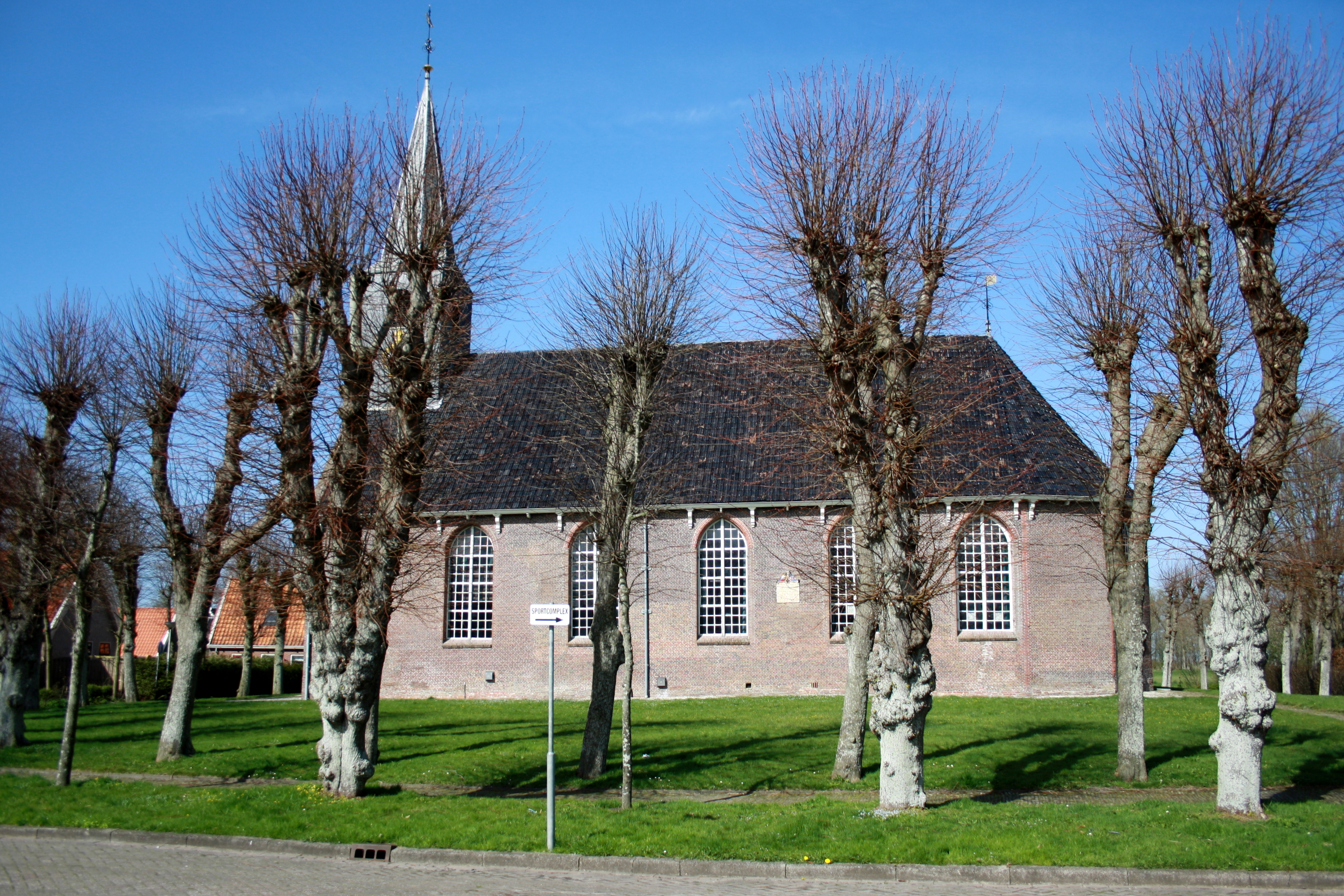
Bordenakerk

De Bordenakerk, de hervormde kerk van het dorp, werd gebouwd in 1670, ter vervanging van een eerdere kerk uit de 16e eeuw. Van die kerk werden de overhuifde herenbank van de familie Van Haren en een rouwbord (1640) van grietman Boudwijn van Loo weer teruggebracht in de nieuwe kerk.

## Spoorwegstation
Op 2 december 1902 werd in Vrouwenparochie een halte geopend aan de spoorlijn Stiens-Harlingen, een aftakking van het Dokkumer lokaaltje van de NFLS. De stationscode was Vrou. Station Vrouwenparochie werd gesloten op 1 december 1940. Vervolgens diende het lange tijd als woning. In 2002 werd het gebouw gesloopt, na een brand en een periode van leegstand.

## Sport
De kaatsvereniging KV Klaine Izak bestaat sinds 1896. De voetbalvereniging VV CVO werd opgericht in 1964. Daarnaast is er een schaatsvereniging EMM en de paardensportvereniging De Molenruiters.
Jaarlijks vindt in het dorp en de buurtschap Vrouwbuurtstermolen de Molenloop plaats.

## Cultuur
Met enige regelmaat vindt er in oktober het popfestival Frourock plaats.

## Onderwijs
In 2012 is de Samenwerkingsschool De Fierljepper ontstaan, daarvoor waren er twee basisscholen aanwezig in het dorp. Verder zijn er nog een kinderdagverblijf en een peuteropvangcentrum.

## Ontwikkeling inwonertal
| 1848 | 1913 | 1954 | 1959 | 1964 | 1969 | 1974 | 2004 | 2014 | 2018 | 2019 | 2021 | 2023 |
| ---- | ---- | ---- | ---- | ---- | ---- | ---- | ---- | ---- | ---- | ---- | ---- | ---- |
| 1892 | 2419 | 947  | 940  | 817  | 747  | 792  | 620  | 718  | 697  | 713  | 685  | 700  |

## Geboren in Vrouwenparochie
- Rienk Jans van der Leij (1814-1876), burgemeester
- Waling Dykstra (1821-1914), schrijver en voordrachtskunstenaar
- Evert Johannes Brinkhuis (1862-1908), burgemeester
- Auke Johannes Vleer (1911-1981), burgemeester

## Openbaar vervoer
Vrouwenparochie is te bereiken met de volgende buslijnen:
- Lijn 72: Sint Annaparochie - Vrouwenparochie - Stiens - Britsum - Cornjum - Jelsum - Leeuwarden
- Lijn 73: Leeuwarden - Jelsum - Cornjum - Britsum - Stiens - Vrouwenparochie - Sint Annaparochie/Alde Leie - Oude Bildtzijl